# Жепенник-Марцишевський
Жепенник-Марцишевський (пол. Rzepiennik Marciszewski) — село в Польщі, у гміні Ґромник Тарновського повіту Малопольського воєводства.
Населення — 704 особи (2011).
У 1975—1998 роках село належало до Тарновського воєводства.

## Географія
Селом протікає річка Жеп'янка.

## Демографія
Демографічна структура станом на 31 березня 2011 року:
|          | Загалом | Допрацездатний вік | Працездатний вік | Постпрацездатний вік |
| -------- | ------- | ------------------ | ---------------- | -------------------- |
| Чоловіки | 355     | 71                 | 247              | 37                   |
| Жінки    | 349     | 69                 | 196              | 84                   |
| Разом    | 704     | 140                | 443              | 121                  |